# Daniel Palau Valero
Daniel Palau Valero (ur. 7 grudnia 1972 w Barcelonie) – hiszpański duchowny katolicki, biskup Lleidy od 2025.

## Życiorys

### Prezbiterat
Święcenia kapłańskie otrzymał 23 listopda 2003 i został inkardynowany do archidiecezji Barcelony. 15 czerwca 2004 został przeniesiony do duchowieństwa diecezji Sant Feliu de Llobregat.

### Episkopat
21 maja 2025 papież Leon XIV mianował go biskupem ordynariuszem diecezji Lleidy. Sakry udzielił mu 19 lipca 2025 arcybiskup Tarragony Joan Planellas i Barnosell, współkonsekratorami byli arcybiskup Barcelony kardynał Juan José Omella Omella oraz biskup senior Lleidy Salvador Giménez Valls.